# Marcos Siega
Marcos Siega (Nueva York, 8 de junio de 1969) es un director de cine, televisión, comerciales y videos musicales estadounidense. También ha trabajado como productor y músico.
A fines de la década de 1980, fue guitarrista de la banda de punk Bad Trip, lanzando dos discos de larga duración y numerosos EP. Más tarde comenzó a dirigir videos musicales para bandas como Weezer, System of a Down, P.O.D., Blink-182 y The All-American Rejects, entre otras. Su video de «All the Small Things» de Blink-182 obtuvo tres nominaciones a los MTV Europe Music Awards y el video de Papa Roach «Broken Home» fue nominada a un Grammy en la 43.ª edición de los premios.
Ha dirigido episodios de series de televisión, incluidas Dexter, True Blood, Cold Case y Veronica Mars. En 2008, dirigió el piloto y fue coproductor ejecutivo de The Vampire Diaries, que se emitió durante ocho temporadas. También dirigió los pilotos y fue productor ejecutivo de The Following, Los ángeles de Charlie, Time After Time, The Passage y God Friended Me. Posteriormente fue productor ejecutivo y director de la serie de comedia dramática de humor negro Bad Monkey, protagonizada por Vince Vaughn.
La comedia negra Pretty Persuasion, su largometraje de 2005, fue nominado al Gran Premio del Jurado en el Festival de Cine de Sundance y ganó el Premio de la Independencia Alemana en el Festival Internacional de Cine de Oldemburgo.
Se casó con Lisa Goldsmith en 2001. Tienen tres hijos y viven en Nueva York. La familia también tenía una casa en la sección Sunset Strip de Los Ángeles que se vendió en noviembre de 2010.